# 特低壓電
| IEC電壓範圍       | 交流電      | 直流電    | 風險   |
| ----------------- | ----------- | --------- | ------ |
| 高壓 (供電系統)   | >1000Vrms   | >1500V    | 电弧   |
| 低壓 (供電系統)   | 50–1000Vrms | 120–1500V | 觸電   |
| 特低壓 (供電系統) | <50Vrms     | <120V     | 低風險 |

特低压电（Extra-Low Voltage，简称ELV），是经过适当设计和保护的二次电路，使得在正常工作条件下和单一故障条件下，它所呈现的电压值仍然是可以接触的安全电压。

## 要求

### 正常工作条件下的电压
在一个ELV电路内或几个互连的ELV电路中，在正常工作条件下，其任何两个导体或电路之间的电压，或任何一个这样的导体和地之间的电压不应超过42.4V交流峰值或60V直流值。

### 单一故障条件下的电压
当出现单一故障时，ELV电路任意两个导体间和任何一个这样的导体与地之间的电压在经过0.2s后不应该超过42.4V交流峰值或60V直流值。而且其极限值不应超过71V交流峰值或120V直流值。

## 分類

### SELV
根據國際電工委員會的定義，隔離特低壓（Separted ELV）是指在正常情況和單一故障情況（包括接地故障）下，系統電壓不超過特低壓的規定。

### PELV
受保護特低壓（Protected ELV）是指在正常情況和單一故障情況下，其他電路發生接地故障除外，系統電壓不超過特低壓的規定。
常見的例子是安裝在金屬電腦機箱內的I類（Class I）電源供應器。

### FELV
功能特低壓（Function ELV）是指不符合SELV及PELV要求的特低壓系統。特低壓電路沒有適當的保護，防止意外接觸到電路𥚃較高電壓的線路。
常見的例子是自耦變壓器及提供特低壓的電源供應器。

### RLV
國際工程技術學會（IET）及英國標準協會（BSI）在BS 7671中定義了降壓的低壓電（Reduced low voltage），用於工地的照明及手提式設備。
RLV系統的線電壓不超過110V a.c.。若是單相電，可使用分相式變壓器中間抽頭接地的方式，來提供兩根55V相線。若是三相電，線電壓為110V，相電壓為63.5V。